# Pilar Bernabé
María Pilar Bernabé García (Valencia, 1979) es una política española, delegada del Gobierno en la Comunidad Valenciana desde junio de 2022 y secretaria de igualdad del PSOE desde diciembre de 2024.
Militante del Partido Socialista del País Valenciano en la ciudad de Valencia desde los 18 años, ha estado muy vinculada a la red de entidades sociales del barrio de Patraix, especialmente al movimiento Scout, el club de natación o el mundo de las fallas. En mayo de 2025 fue ratificada como secretaria general del PSPV-PSOE en Valencia.

## Trayectoria
En 2006 inicia su carrera política como asesora en el Grupo Parlamentario Socialista de las Corts Valencianes y en el año 2011 cambia al Grupo Municipal del Ayuntamiento de Valencia haciendo tareas de asesoramiento durante las dos legislaturas que van de ese año hasta el 2019. En las elecciones municipales de 2019 consigue el acta y se incorpora como concejala delegada de deportes, emprendimiento e innovación económica, formación y empleo y envejecimiento activo.
Antes de finalizar la legislatura en el ayuntamiento, en junio de 2022 fue nombrada Delegada del Gobierno en la Comunidad Valenciana en sustitución de Gloria Calero.  Es hermana de Antonio Bernabé, también socialista y que ocupó la Delegación del Gobierno en la Comunidad Valenciana. 
En diciembre de 2024 es elegida como secretaria de igualdad del PSOE, puesto que equivale al número cuatro del partido a nivel nacional, al ser considerada su relevancia con motivo de su actuación durante las Inundaciones de la DANA de 2024 en España.

## Controversias
El PSOE tuvo que rectificar el curriculum vitae de Pilar Bernabé, ya que ella había incluido en el cv dos licenciaturas que no tenía: Filología Hispánica en la Universidad de Valencia (1998-2003) y Comunicación Audiovisual.